# Čakalnica
Čakálnica je poseben prostor, kjer ljudje na nekaj čakajo. Po navadi so taki prostori v zdravstvenih ustanovah, kjer ljudje čakajo, da pridejo na vrsto ali pa so to prostori, kjer ljudje čakajo, da prispe njihovo sredstvo javnega prevoza.
V računalništvu pomeni čakalnica virtualni prostor, kjer neki program čaka, da bo izvršil določeno operacijo.